# دابل بلاي (فلم)
دابل بلاي (بالإنجليزية: Double Play)، هُو فيلم دراما صدر سنة 2017 وأخرجه إرنست ديكرسون.

## وصلات خارجية
- مقالات تستعمل روابط فنية بلا صلة مع ويكي بيانات